# Penosan (Lawe Sumur)
Penosan is een bestuurslaag in het regentschap Aceh Tenggara van de provincie Atjeh, Indonesië. Penosan telt 202 inwoners (volkstelling 2010).